# أنطون صحناوي
أنطون نبيل صحناوي مصرفي لبناني ومنتج أفلام،، وهو رئيس مجلس إدارة مجموعة بنك سوسيته جنرال في لبنان (SGBL)، والأردن (SGBJ)، كما يمتلك شركة مالية وهي (بالإنجليزية: Fidus Wealth Managemet)‏. وهو أيضًا رئيس مجلس إدارة شركة (بالفرنسية: Compagnie Financière Richelieu)‏، وهي مجموعة مصرفية أوروبية تضم عدة بنوك. وهو أيضًا عضو في مجلس إدارة الجمعية المصرفية اللبنانية، وعضو في أكاديمية فنون وعلوم الصور المتحركة.

## نشأته
ولد صحناوي في بيروت في 3 نوفمبر 1972، والداه هما نبيل صحناوي ومي شهاب صحناوي وهي من سلالة الأمير بشير شهاب الثاني الذي حكم لبنان في النصف الأول من القرن التاسع عشر. نشأ في لبنان خلال الحرب الأهلية اللبنانية ودرس في مدرسة سيدة الجمهور، ثم انتقل إلى الولايات المتحدة حيث تخرج في جامعة كاليفورنيا الجنوبية.

## عمله المصرفي
أصبح صحناوي رئيسًا لمجموعة بنك سوسيته جنرال في لبنان (SGBL) في أكتوبر 2007، وفي 2011 تطوَّر البنك، واستطاع الاستحواذ على معظم أصول البنك اللبناني الكندي  وفي عام 2017 فُتح فرع للبنك في الإمارات العربية المتحدة، عن طريق فتح شركة تابعة له داخل سوق أبوظبي العالمي، وثم توسع البنك فوصل إلى سوق الولايات المتحدة الأمريكية عن طريق شراء بنك بايكس بيك الوطني في كولورادو، بنك سوسيته جنرال في لبنان هو ثالث أكبر بنك في لبنان من حيث الودائع والأصول، والرابع من حيث الربحية، كما توسع صحناوي إلى أوروبا عام 2018، حيث استطاع الاستحواذ على بنك ريشيليو في فرنسا وموناكو.

## نشاطه الإعلامي
في عام 1998 أنشأ صحناوي شركة نشر «نيو ميديا إس إيه إل» (بالإنجليزية: NewsMedia SAL)‏، ثم أسس مجلة «إكسكيوتيف» الناطقة باللغة الإنجليزية، وهي مجلة اقتصادية ومالية تهتم بأخبار منطقة لبنان ودول مجلس التعاون الخليجي والشرق الأوسط وشمال أفريقيا. وفي عام 2010 أصبحت المجلة عضوة في «تدقيق منشورات الأعمال (BPA) العالمية». الصحفي ياسر عكاوي هو رئيس التحرير المجلة.

## الإنتاج السينمائي
صحناوي شريك في شركة «راف إنترناشونال للإنتاج السينمائي» (بالإنجليزية: Rouge International)‏ حيث يتشارك في امتلاكها مع الممثلة والمنتجة الفرنسية جولي غاييه، كما أسس شركة الإنتاج السينمائي «إنتاج حزقيال السينمائي» (بالإنجليزية: Ezekiel Film Production)‏. وأنتج فيلم غيوم سليس ماريا في أكتوبر 2014، والذي حصل على أكثر من 25 ترشيحًا لجوائز فاز منها بـ 9 جوائز منها جائزة سيزار لأفضل ممثلة مساعدة لكريستن ستيوارت. كما أنتج فيلم قضية رقم 23 في عام 2017  الذي حاز على جائزة أوسكار لأفضل فيلم بلغة أجنبية،  في حفل توزيع جوائز الأوسكار التسعين. كما أنتج فيلم «اقتلني، أيها الوحش» (بالإنجليزية: Murder Me, Monster)‏ في 2018، وعدة أفلام أخرى.

## التبرعات والدعم المادي
يدعم صحناوي عدة مؤسسات ومنظمات ماليًا منها: مهرجان بيروت السينمائي الدولي، ومركز بيروت للفنون، ومعرض الكتاب الفرنسي وأكثر من عشرة مهرجانات فنية وثقافية في السنة. كما أنه الراعي الرياضي للاتحاد الوطني اللبناني لكرة السلة، وبتبرع بقيمة 7 ملايين دولار أمريكي في عام 2017 لتمويل المركز الرياضي الجديد للجامعة اللبنانية الأمريكية.
كما تبرع صحناوي باسم والديه  لضريح القديس مار شربل في كاتدرائية القديس باتريك في مانهاتن في مدينة نيويورك التي تم افتتاحها في 28 أكتوبر 2017، وحضر حفل الافتتاح البطريرك الماروني اللبناني بشارة بطرس الراعي، ويوجد في الضريح فسيفساء للقديس مار شربل مخلوف إلى جانب الشعارات اللبنانية الوطنية مثل الأرز اللبناني.
كما يرعى أيضًا عدة منظمات ناشطة في حقوق الحيوان.
تعرض صحناوي لعدة انتقادات في لبنان، واتهامه باستغلال المال لكسب النفوذ، واعتباره تمثيلا للطبقة الرأسمالية المتحكمة بالبلاد، بالإضافة إلى الانتقادات الخاصة بشأن ما أثارته قضية القبض على قريبه خليل صحناوي ثم إخلاء سبيله بطريقة أثارت شكوك بعض المحللين.

## روابط خارجية
- موقع أنطون صحناوي الشخصي